# Frankie Lymon
Franklin Joseph „Frankie“ Lymon (30. září 1942 Harlem – 27. února 1968) byl afroamerický rock'n'rollový zpěvák a skladatel. Znám také jako chlapec soprán.
Znám byl zejména z hudební skupiny The Teenagers, která byla založena v roce 1954 a v níž zpíval už ve svých dvanácti letech. Jejich první píseň „Why Do Fools Fall in Love“ (Proč se blázni zamilují) se stala také jejich největším hitem. V polovině roku 1957 Lymon skupinu opustil a začal zpívat samostatně – neměl ovšem takové úspěchy jako s The Teenagers a ani oni bez něho.
Lymon byl celkem třikrát ženatý (ovšem s žádnou z žen, než se oženil s další, se nerozvedl). V pozdější době trpěl závislostí na heroinu. Dne 27. února 1968 byl nalezen v koupelně své babičky mrtvý po předávkování heroinem.
Jeho život by zfilmován (Proč se blázni zamilují)

## Dětství
Frankie Lymon se narodil v Harlemu. Jeho otec Howard Lymon pracoval jako řidič kamionu a matka Jeanette Lymonová jako služebná. Franklin měl tři bratry Howieho, Timmyho a Lewise, kteří spolu zpívali v Harlemaire Juniors. Jelikož rodina neměla peníze, musel Frankie už ve svých deseti letech pracovat. Ve věku 12 let ho ve školní talentové soutěži uslyšela místní skupina, známá jako Coupe De Villes. Zpěvák Herman Santiago v něm viděl velký talent. Nakonec se stal členem skupiny The Ermines and The Premiers. Dennis Jackson z Columbusu dal později Frankiemu osobní dar ve výši 500 amerických dolarů, který mu pomohl odstartovat kariéru.

## Kariéra s The Teenagers
Skupina byla složena z pěti chlapců, v začátku jejich dospívání – (The Teenagers, Náctiletí). Původní sestava chlapců, byli 3 Afroameričané – Frankie Lymon, Jimmy Merchant a Sherman Garnes a 2 portorikánci – Joe Negroni a Herman Santiago. Jejich úplně prvním singlem byla píseň „Why Do Fools Fall in Love“ (1954) a stal se jejich největším hitem.Dostal se dokonce na 6. místo na ''Vývěsní tabuli''.Dále spolu nazpívali písně jako např. Fortune Fellows, The ABC's of Love, Love Put me Out of My Head, Baby baby, I'm Not Juvenile Deliquent, nebo třeba Goody Goody (které nazpíval sám, v té době však ještě patřil k The Teenagers).
Začátkem roku 1957 se Lymon s Teenagery rozešli a on se vydal na dráhu sólového zpěváka.

## Lymon jako sólový zpěvák
Jako sólový zpěvák nebyl Frankie zdaleka tak úspěšný jako s Teenagery viz píseň „My girl“. Roku 1957 se přestěhoval do Roulette Records.
Velký skandál prožil Lymon 19. července 1957, když v živém vysílání v pořadu The Big beat Začal při vystupování tančit s bílou dívkou. Tato akce vyvolala skandál zejména mezi vlastníky Southern TV station.
Prodeje Lymonových písní začaly prudce klesat, poté, co se mu změnil hlas a on tak přišel o svůj soprán. I po změně hlasu se ovšem dokázal vyhrabat nahoru díky písni Little Bitty Pretty One.

## Závislost na heroinu
Frankie se dostal k heroinu již v patnácti letech, díky dvakrát tak starší ženě, než byl on. Od té doby byl na heroinu závislý velmi dlouhou dobu. V roce 1961 zpěvák vstoupil do protidrogové léčebny. Když Lymon opustil Teenagery, hledali za něj mnoho náhrad – nikdo však nebyl tak dobrý jako Frankie a tak jak náhradníci přicházeli, tak i odcházeli. Roku 1961 se Teenageři s Lymon dali znovu na krátkou dobu dohromady, ale bez úspěchu.

## Pozdější roky života
Roku 1964 začal Lymon vztah s Elizabeth Waters, která se stala jeho první ženou a matkou jeho prvního dítěte – dcery – jménem Francine, která zemřela 2 dny po porodu v nemocnici Lenox Hill. Lymonův sňatek s Elizabeth nebyl zpočátku legální, jelikož ona byla stále vdaná za svého prvního manžela. Po nezdařilém manželství se Frankie odstěhoval do Los Angeles, kde začal romantický vztah se Zolou Taylor, kterou si později vzal. Kvůli závislost na heroinu ho Zola opustila (ani s jednou z žen se nerozvedl). Dále se ještě oženil s Emirou Eagle.

## Smrt
27. února 1968 byl Lymon nalezen mrtvý na předávkování heroinem ve věku 25 let v koupelně své babičky. Pohřben byl na hřbitově Svatého Raymonda v Throggs Neck části Bronxu, New York City, New York.
„I'm sorry“ a „Seabreeze“ – tyto dvě písně měl Lymon nahrané v Big Apple před svou smrtí. Písně byly přehrány později v roce 1968.

## Posmrtné problémy
Po smrti Frankieho Lymona byl problém s jeho majetkem. Jelikož měl 3 ženy – a ani s jednou se nerozvedl, nebylo jasné, která z žen má Lymonův majetek zdědit. Po dlouhých dobách souzení nakonec Frankieho majetek získala roku 1989 Elizabeth Waters.